# 툼부카어 위키백과
툼부카어 위키백과는 툼부카어로 운영되는 위키백과 언어판이다. 2006년 4월 17일에 시작되었다. 기호는 tum이다.